# Mauro Forghieri
Mauro Forghieri, född 13 januari 1935 i Modena, död 2 november 2022 i Modena, var en italiensk formelbilskonstruktör.
Forghieri studerade maskinteknik vid Universitetet i Bologna där han tog en doktorsexamen. Efter att ha arbetat en tid som lärare började han hos Ferrari 1960. Sedan Carlo Chiti, Giotto Bizzarrini och ett flertal andra nyckelmedarbetare lämnat Ferrari hösten 1961 utsågs Forghieri till chef för tävlingsavdelningen. Hans första framgångsrika konstruktion var Ferrari 158 som vann formel 1-VM 1964. Forghieris mest kända konstruktioner är den platta V12-motor som drev Scuderia Ferraris F1-bilar under hela 1970-talet och den mycket framgångsrika Ferrari 312T. Han tog även Ferrari in i turboeran med 126C.
Forghieri lämnade Ferrari 1987 för att bli teknisk chef för nybildade Lamborghini Engineering som byggde motorer åt bland andra Larrousse. Han var även involverad i det kortlivade stallet Modena Team SpA. 1992 blev han teknisk chef för Bugatti Automobili SpA som byggde Bugatti EB110.